# 岡村遼司
岡村 遼司（おかむら　りょうじ、1944年9月21日-　）は、日本の教育学者、人権問題研究家。
早稲田大学教育学部卒、同専任講師、助教授、教授、教育総合学術院教授、2014年退職。教育問題を文化史・文化論の視点から考察することに関心をもつ。

## 著書
- 『道徳教育への遡行 情念からの解放を求めて』萌文書林 1990
- 『学校のユートピア 経済と教育の社会学』成文堂選書 1991
- 『女性が生きる、女性を生きる』明石書店 早稲田大学人権講座 1998
- 『柳田国男の明治時代 文学と民俗学と』明石書店 1998
- 『人並みという幻想 教育を考える』駒草出版 2006
- 『子どもと歩く子どもと生きる 平野婦美子と近藤益雄 教育を考える』駒草出版 2007

### 共編
- 『教育と学校を考える』影山昇,今野喜清共編 勁草書房 1995
- 『人権問題とは何か 偏見と差別の所在を探る』今野敏彦共編 明石書店 1997

## 論文
- Cinii

## 注
1. ↑  『全国大学職員録』
2. ↑  『子どもと歩く子どもと生きる』著者紹介